# لاناركشاير
لاناركشاير منطقة ليوتينانسي في اسكتلندا ‏ تقع إدارياً ضمن اسكتلندا في المملكة المتحدة.

## معرض صور

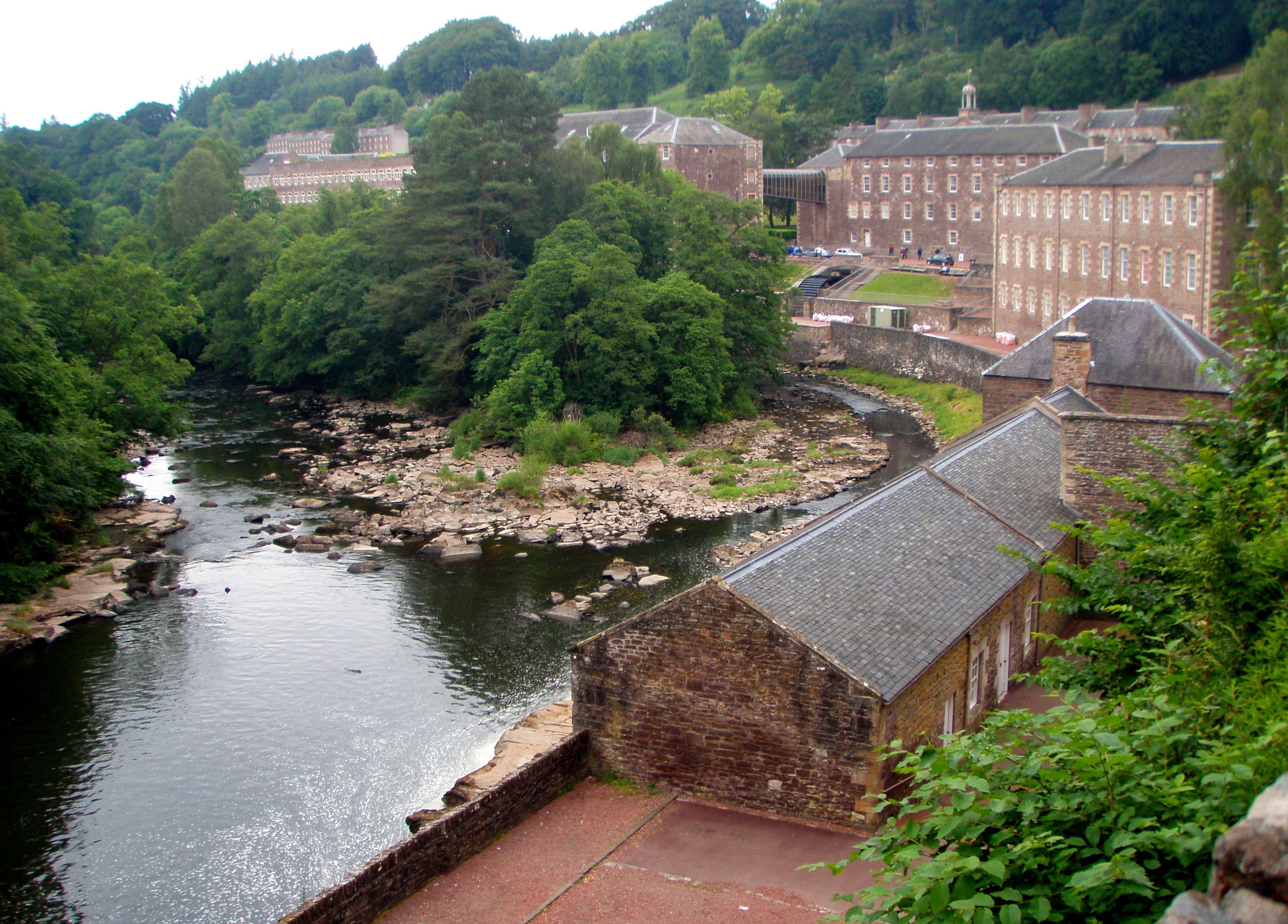
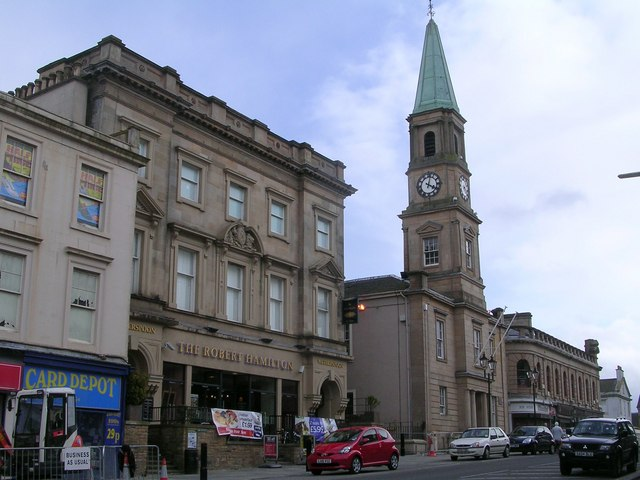
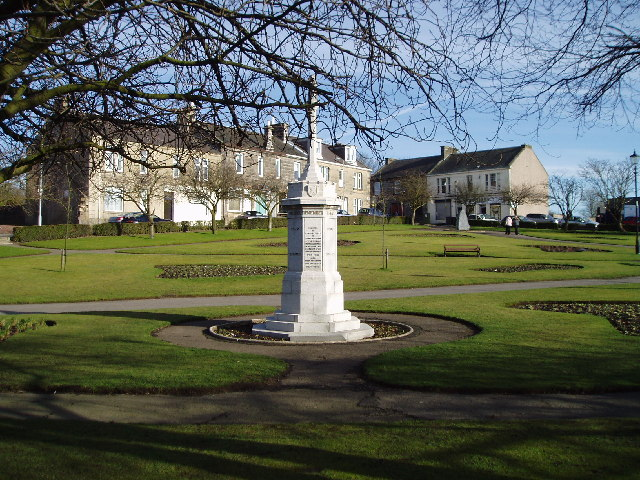
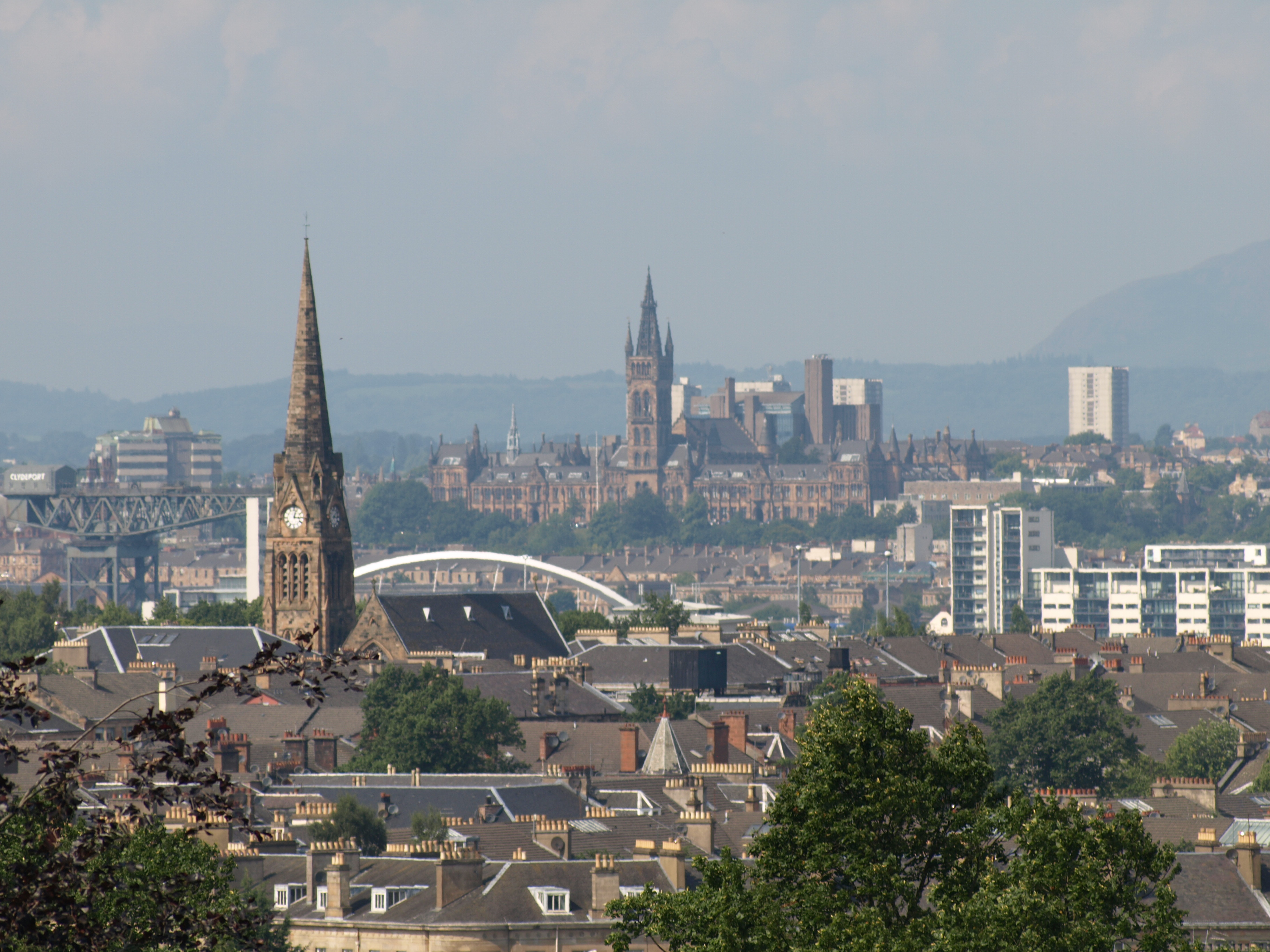

## أعلام
- جو كاسيدي
- غافين هاملتون
- باول هيغينز
- بيتر غرانت
- أندرو كير